# Zierliche Moosjungfer
Die Zierliche Moosjungfer (Leucorrhinia caudalis) ist eine Libelle aus der Familie der Segellibellen (Libellulidae) und wird in die Gattung der Moosjungfern (Leucorrhinia) eingeordnet.

## Merkmale
Die Zierliche Moosjungfer erreicht eine Flügelspannweite von 6 bis 6,5 Zentimetern und eine Körperlänge von 30 Millimetern. An der Hinterflügelbasis befindet sich ein schwarzer Fleck. Das Flügelmal (Pterostigma) ist bei den Männchen von oben weiß und von unten dunkel, bei den Weibchen beidseitig dunkelbraun bis schwarz gefärbt. Sowohl das Männchen als auch das Weibchen der Imagines haben die für Moosjungfern typische weiße Stirn, auch die oberen Hinterleibsanhänge sind weiß. Der Hinterleib (Abdomen) beider Geschlechter ist zum Ende hin keulenförmig verdickt. Sexualdimorphismen zeigt die Zierliche Moosjungfer in der Färbung des Hinterleibs: Der des Männchens ist schwarz und bekommt im Alter auf den Segmenten 3 bis 5 eine hellblaue Bereifung. Das Abdomen des Weibchens hat auf der Oberseite der Abdominalsegmente 2 bis 6 jeweils einen gelben Fleck, die blaue Bereifung fehlt.

### Ähnliche Arten
- Östliche Moosjungfer (Leucorrhinia albifrons)

## Lebensraum und Verbreitung
Früher wurde Leucorrhinia caudalis als typische Libellenart von Torfmooren, Torfstichen und Moränenseen beschrieben. Jedoch zeigten neuere Untersuchungen, dass es sich nicht um eine reine Moorlibelle handelt. Man findet diese Art auch an stehenden, vegetationsreichen Gewässern wie größeren Teichen, Weihern, Kiesgruben, Altarmen, Seebuchten und sonstigen Gewässern in den Auen großer Flüsse. Die Art und Dichte der Vegetation – sowohl im Wasser, als auch in der Umgebung – spielen dabei eine große Rolle. Besiedelt werden Gewässer mit üppiger Unterwasservegetation, meist in Verbindung mit Schwimmblattvegetation und Sträuchern (Weiden) und/oder Bäumen in der Nähe der Ufer. Der Gewässergrund darf nicht zu verschlammt sein, die Ufer müssen eine Verlandungszone mit Röhrichten, Seggen, Binsen, Schachtelhalmen oder Ähnlichem aufweisen.
Die Zierliche Moosjungfer ist ebenso wie die Östliche Moosjungfer ein europäisch-westsibirisches Faunenelement. Der Verbreitungsschwerpunkt liegt in Osteuropa sowie in Nordeuropa im südlichen Finnland, im Süden von Schweden und Norwegen nur an lokalen Fundorten. In Großbritannien und Dänemark fehlt diese Art vollständig. Östlich reicht ihre Verbreitung mit einigen Lücken bis nach Westsibirien. In Deutschland liegt der Schwerpunkt im nordöstlichen Tiefland (Mecklenburg-Vorpommern, Brandenburg). Ansonsten gibt es dort nur zerstreute Vorkommen in Seenlandschaften und Flusstälern, nur sehr lokal in Bayern auch in höher gelegenen Regionen.

## Lebensweise
Die Männchen sitzen gerne auf den Blättern von See- und Teichrosen. Sie haben dabei ihre Flügel leicht angehoben und strecken ihr Abdomen in die Höhe. Vermutlich präsentieren die Männchen damit ihre weißen Hinterleibsanhänge, um den Weibchen zu imponieren. Die Zierliche Moosjungfer fliegt von Mai bis in den Juli.

## Fortpflanzung und Entwicklung

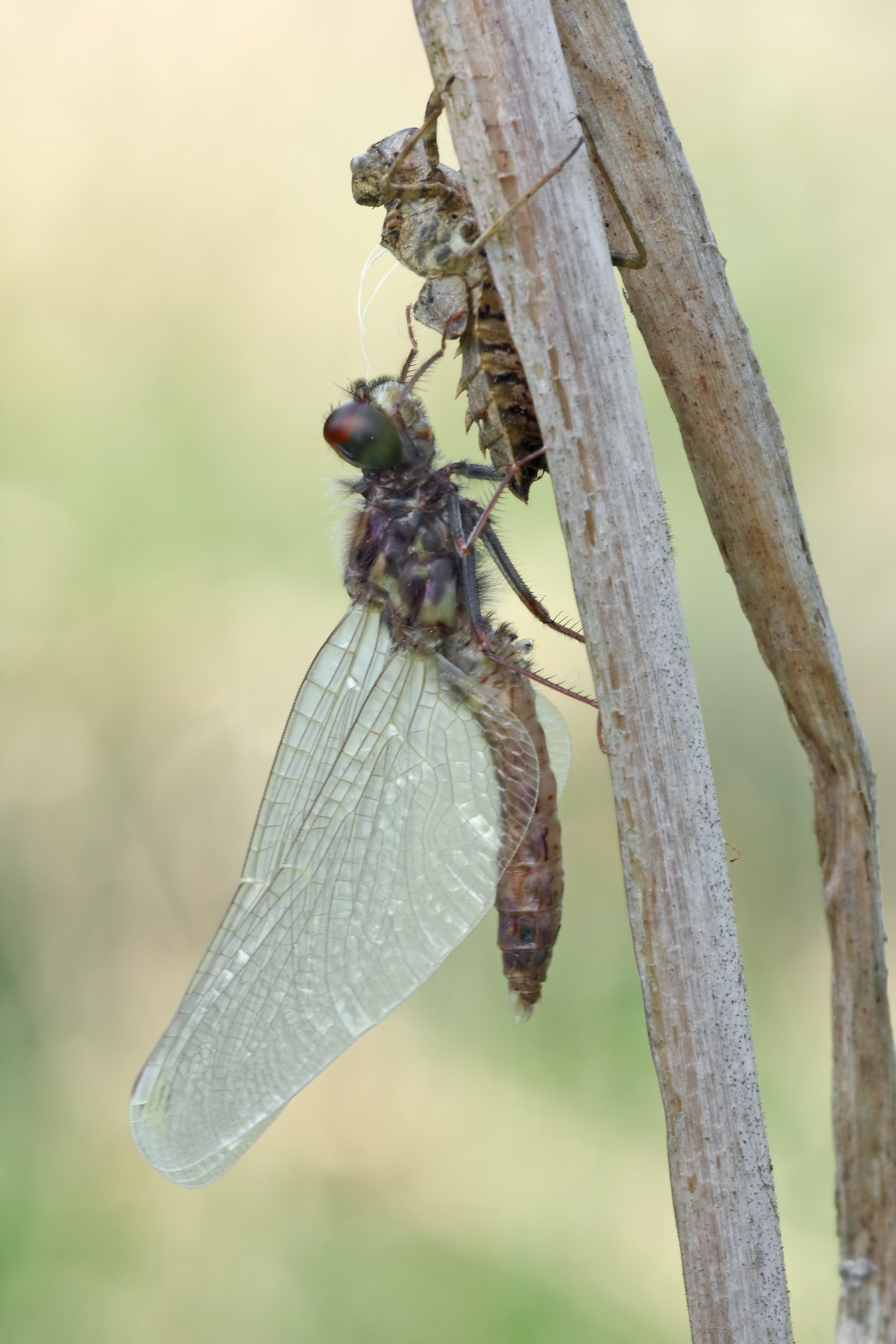
Frisch geschlüpfte Imago mit Exuvie

Insgesamt weiß man bis heute recht wenig über diese scheue Art. Die Paarung findet am Ufer statt. Anschließend werfen die Weibchen ihre Eier im Flug ins Wasser. Die Männchen bewachen diesen Vorgang vermutlich nicht. Je nach Temperatur schlüpft nach circa 2 bis 6 Wochen aus dem Ei die Prolarve. Während der anschließenden etwa zweijährigen Entwicklungsphase vermutet man 11 Larvalstadien. Die Larven haben einen leicht durchsichtigen, gefleckten Körper, wodurch sie wahrscheinlich für ihre Fressfeinde unter Wasser fast unsichtbar werden. Sie leben die meiste Zeit zwischen Wasserpflanzen. Die Larven der Zierlichen Moosjungfer verfügen gegenüber allen anderen Arten der Gattung Leucorrhinia über relativ kräftige Seiten- und Rückendornen, wodurch sie sich offensichtlich gut gegen Fische behaupten können.

## Gefährdung und Schutz

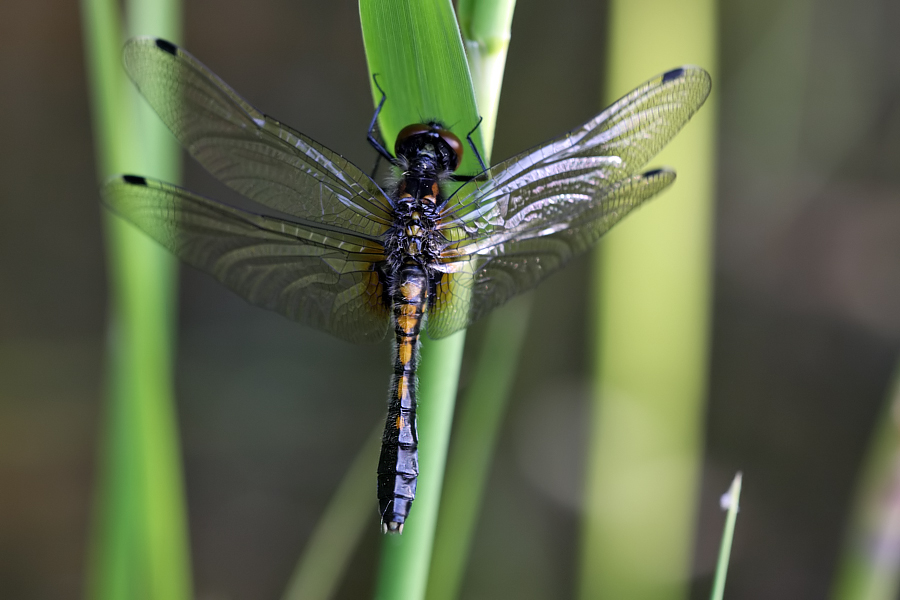
Frisch geschlüpftes Weibchen vor dem Jungfernflug

Gemäß Anhang IV der europäischen FFH-Richtlinie ist die Zierliche Moosjungfer eine „streng zu schützende Art“, entsprechend wird sie etwa nach dem deutschen Bundesnaturschutzgesetz streng geschützt. Sie gilt in ganz Europa als bedrohte Art; in der Roten Liste Deutschlands wird sie derzeit als „gefährdet“ eingestuft, in Österreich und der Schweiz als „CR – vom Aussterben bedroht“. Das Gefährdungsausmaß steht mit den spezifischen ökologischen Ansprüchen an ihren Lebensraum in Zusammenhang.
Diese Art reagiert empfindlich auf Umwelteinflüsse. In den 1980er-Jahren führten gut gemeinte Eingriffe, um die Wasserqualität zu verbessern (Kalkung), dazu, sie an manchen Orten völlig verschwinden zu lassen. Nach neuen Untersuchungen scheint sich der Bestand jedoch wieder zu stabilisieren. So besiedelte die Zierliche Moosjungfer 2008 und 2009 verschiedene Biotope in unterschiedlichen Regionen, wo sie sogar erstmals nachgewiesen werden konnte. Rückschlüsse darauf, ob der fortschreitende Klimawandel oder zahlreiche Renaturierungsmaßnahmen für eine positive Bestandsentwicklung verantwortlich sind, konnten noch nicht nachgewiesen werden.